# Karel III. Španělský
Karel III. Španělský (španělsky Carlos III de Borbón, 20. ledna 1716 v Madridu – 14. prosince 1788 tamtéž), zvaný El Político, byl v letech 1731–1735 vévoda z Parmy jako Karel I., v letech 1734–1759 král sicilský jako Karel VI. a král neapolský jako Karel VII. a konečně král španělský v letech 1759–1788. Pocházel ze španělské větve panovnické dynastie Bourbonů (Bourbon-Anjou).

## Původ
Byl třetím mužským potomkem Filipa V. a první syn s jeho druhou chotí, Alžbětou Farnese (dědička Parmy), tím pádem nevlastním bratrem Ferdinanda VI., jenž nastoupil na trůn po svém otci na španělský trůn.

## Vláda
Jelikož měl Karlův otec syny z prvního manželství, nebylo pro něho zprvu naděje na trůn nikterak velké. To se ale postupně změnilo. Jako prvorozený syn své matky byl uznán dědicem Parmy po vymřelé dynastii Farnese (vévodství parmské a piacenzské (1731) a také se stal uznaným dědicem Toskánska po vymřelé Medicejské dynastii. Karel se tak uplatnil v rodinné politice v boji o znovuzískání španělského vlivu v Itálii.

### Výběr jména
Karel byl sedmým králem tohoto jména, který vládl Neapoli, ale nikdy se neoznačoval za Karla VII. Byl známý jednoduše jako Karel Bourbonský (italsky: Carlo di Borbone). To mělo zdůraznit, že byl prvním neapolským králem, který v království skutečně žil, a zdůraznit diskontinuitu mezi ním a předchozími panovníky jménem Karel, konkrétně jeho předchůdcem, Habsburkem Karlem VI.
Na Sicílii byl znám jako Karel III. Sicilský a Jeruzalémský a používal spíše ordinální III. než V. Sicilský lid neuznal za svého panovníka Karla I. Neapolského (Charles d'Anjou; vzbouřili se proti němu), ani císaře Karla, kterého také neměli rádi.

### Parma
Poté, co zdědil Parmu a Piacenzu, se stal vévodou jako Karel I. Parmu ale ztratil v roce 1735 vídeňským mírem ve prospěch Habsburské monarchie, zato byl ale uznán jako právoplatný král sicilský a neapolský. Spolu s tím se také vzdal toskánského dědictví, které získal František I. Štěpán Lotrinský (a Toskánsko se tak stalo sekundogeniturou Habsburků).
Poté, co jeho bratr Filip Parmský získal v roce 1748 od Marie Terezie zpět Parmské vévodství, vzdal se Karel svého nároku v bratrův prospěch. Ten poté založil parmskou linii rodu známou jako dynastie Bourbon-Parma.

### Neapolsko a Sicílie

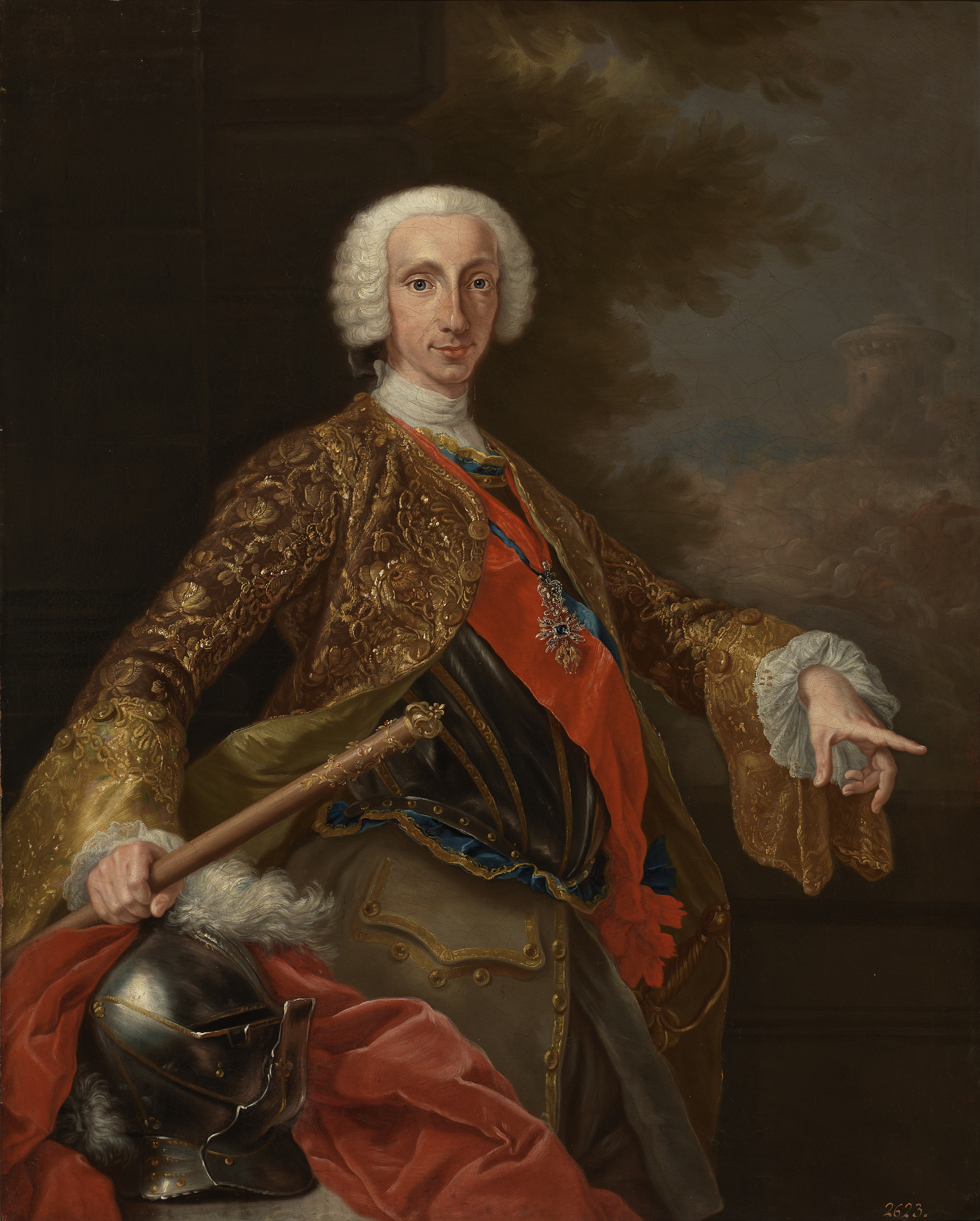
Karel III. jako král Neapole a Sicílie

Během války o polské následnictví (1733–1735) se Karlovi podařilo s pomocí otce španělského krále Filipa V. dobýt Sicilské a Neapolské království a stal se jejich legitimním králem. Po skončení války o polské následnictví se sice musel vzdát Parmy, ale byl uznán za krále obou těchto království. Vládl jako král sicilský Karel VI. a král neapolský jako Karel VII.
Během vlády se Karel opíral se hlavně o ministra Tanucciho, vzdělaného a pokrokového státníka, podporoval průmysl, obchod a zavedl mnohé úpravy ve státního zřízení. Válek o dědictví rakouské se účastnil zprvu na straně Španělska, ale v roce 1742 ho donutilo anglické loďstvo k neutralitě.
Když se v roce 1759 stal namísto svého bratra králem španělským, zřekl se království Neapolského a Sicilského ve prospěch svého třetího syna Ferdinanda (první syn Filip byl nemocný a druhý Karel byl následníkem Španělska). Ten poté založil novou linii rodu, a to Bourbonsko-neapolsko-sicilskou.

### Španělsko

Vlajka Španělska od roku 1785 do roku 1873 a znovu od roku 1875 do roku 1931

Roku 1759 se stal po smrti svého bratra Ferdinanda VI. španělským králem. Vládl v duchu osvícenského absolutismu. Za jeho vlády se povznesl blahobyt země, zejména podporováním obchodu, zakládáním továren, silnic, průplavů, mostů, zúrodňováním půdy. Také omezil inkvizici a 1. dubna 1767 vypověděl ze země jezuity. Roku 1771 založil řád Karla III.
V zahraniční politice se mu dařilo o poznání méně. Podle bourbonské rodinné smlouvy se účastnil na straně Francie neúspěšné války proti Británii a Portugalsku, v níž Španělsko utrpělo veliké ztráty a ztratilo v roce 1763 Floridu. Karlovi se také nepodařilo získat zpět Gibraltar.
Během americké války za nezávislost podpořil americké povstalce proti Británii. V roce 1775 nařídil neúspěšnou invazi do Alžíru.
Po jeho smrti v roce 1788 nastoupil na trůn jeho nejstarší syn Karel IV.
Za vlády Karla III. začalo být Španělsko uznáváno jako národní stát, nikoliv jen jako soubor království a území se společným panovníkem. Tento proces byl dlouhý a započali jej již jeho bourbonští předchůdci. Filip V. zrušil zvláštní privilegia (fueros) Aragonského a Valencijského království, čímž je podřídil Kastilské koruně, která byla spravována Radou Kastilie. V rámci dekretů Nueva Planta Filip V. také rozpustil Generalitat de Catalunya, zrušil její ústavy, zakázal katalánštinu jako úřední jazyk a v právních záležitostech nařídil používání kastilské španělštiny. Tato dříve privilegovaná území začlenil do kastilských kortesů, což ve skutečnosti znamenalo španělských kortesů.
Když se Karel III. stal králem Španělska, dále upevnil postavení země jako jednotného politického celku. Ustanovil národní hymnu a vlajku, vybudoval hlavní město hodné svého názvu a zahájil stavbu sítě souvislých cest, které se sbíhaly v Madridu. Dne 3. září 1770 Karel III. prohlásil, že Marcha Real má být používána při oficiálních ceremoniích. Právě Karel vybral barvy současné španělské vlajky: dva červené pruhy nad a pod středním žlutým pruhem, který je dvojnásobné šířky a na kterém jsou znaky Kastilie a Leónu. Vlajku námořnictva zavedl král 28. května 1785. Do té doby španělské lodě používaly bílou vlajku Bourbonů se znaky panovníka. Karel ji nahradil kvůli obavám, že vypadá příliš podobně vlajkám jiných států.

## Rodina

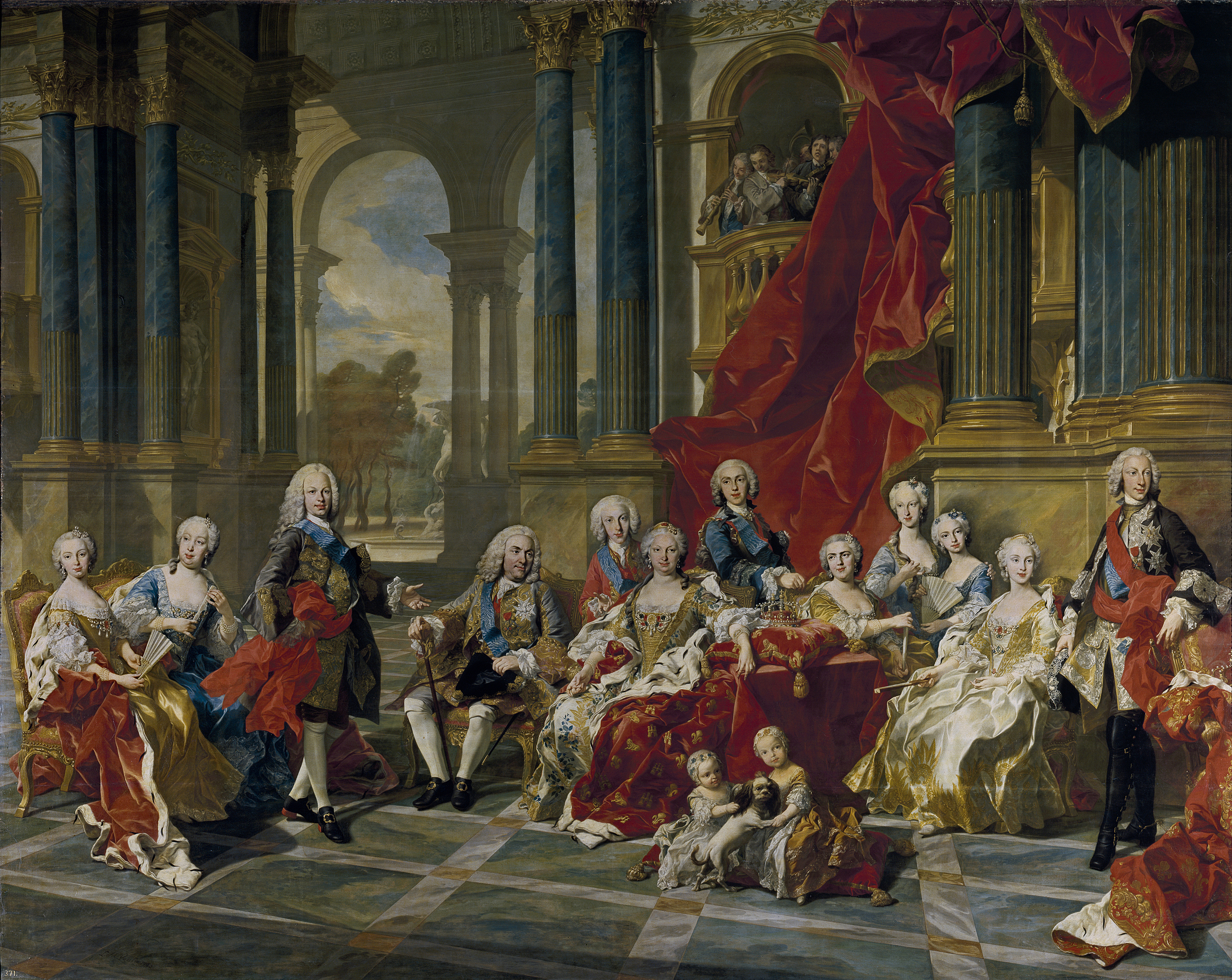
Rodina Filipa V. (1743)

V roce 1737 uzavřel sňatek s Marií Amálií Saskou (1724–1760), dcerou Fridricha Augusta II., kurfiřta saského a krále polského a litevského velkovévody. Navzdory tomu, že manželství bylo předem dohodnuto bez nich, manželé si rozuměli. Narodilo se jim celkem 13 dětí:
- 1. Marie Isabela (6. 9. 1740 Portici – 2. 11. 1742 Neapol)
- 2. Marie Josefa (20. 1. 1742 Portici – 1. 4. 1742 Neapol)
- 3. Marie Isabela Anna (30. 4. 1743 Neapol – 5. 3. 1749 tamtéž)
- 4. Marie Josefa Carmela (6. 7. 1744 Gaeta – 8. 12. 1801 Madrid), svobodná a bezdětná
- 5. Marie Ludovika Španělská (24. 11. 1745 Portici – 15. 5. 1792 Vídeň)
  - ⚭ 1765 Leopold II. (5. 5. 1747 Vídeň – 1. 3. 1792 tamtéž), císař římský, král český, král uherský, markrabě moravský, velkovévoda toskánský od roku 1790 až do své smrti
- 6. Filip Antonín Španělský (13. 7. 1747 Portici – 19. 9. 1777 tamtéž), vévoda z Kalábrie, vyloučen z následnictví z důvodu mentálního postižení, svobodný a bezdětný
- 7. Karel IV. (11. listopadu 1748 Portici – 20. ledna 1819 Řím), španělský král v letech 1788–1808
  - ⚭ 1765 Marie Luisa Parmská (9. 12. 1751 Parma – 2. 1. 1819 Řím)
- 8. Marie Tereza (2. 12. 1749 Neapol – 2. 5. 1750 Portici)
- 9. Ferdinand I. Neapolsko-Sicilský (12. 1. 1751 Neapol – 4. 1. 1825 tamtéž), první král obojí Sicílie od roku 1816 až do své smrti
  - ⚭ 1768 Marie Karolína Habsbursko-Lotrinská (13. 8. 1752 Vídeň – 8. 9. 1814 tamtéž)
- 10. Gabriel Antonín Španělský (12. 5. 1752 Portici – 23. 11. 1788)
  - ⚭ 1785 Marie Anna Viktorie Portugalská (15. 12. 1768 Queluz – 2. 11. 1788)
- 11. Marie Anna (3. 7. 1754 Portici – 11. 5. 1755 Neapol)
- 12. Antonín Paskal (31. 12. 1755 Caserta – 20. 4. 1817 El Escorial)
  - ⚭ 1795 Marie Amálie Španělská (9. 1. 1779 Madrid – 22. 7. 1798 tamtéž)
- 13. František Xaver (15. 2. 1757 Caserta – 10. 4. 1771 Aranjuez)

## Vývod z předků
|                      |                                      |  |                    |                                 |  |  |  |  |  |  |  | Ludvík XIII. |
|                      |                                      |  |                    |                                 |  |  |  |  |  |  |  |              |
|                      | Ludvík XIV. Francouzský              |  |                    |                                 |  |  |  |  |  |  |  |              |
|                      |                                      |  |                    |                                 |  |  |  |  |  |  |  |              |
|                      |                                      |  |                    | Anna Rakouská                   |  |  |  |  |  |  |  |              |
|                      |                                      |  |                    |                                 |  |  |  |  |  |  |  |              |
|                      | Ludvík Francouzský                   |  |                    |                                 |  |  |  |  |  |  |  |              |
|                      |                                      |  |                    |                                 |  |  |  |  |  |  |  |              |
|                      |                                      |  |                    | Filip IV. Španělský             |  |  |  |  |  |  |  |              |
|                      |                                      |  |                    |                                 |  |  |  |  |  |  |  |              |
|                      | Marie Tereza Habsburská              |  |                    |                                 |  |  |  |  |  |  |  |              |
|                      |                                      |  |                    |                                 |  |  |  |  |  |  |  |              |
|                      |                                      |  |                    | Izabela Bourbonská              |  |  |  |  |  |  |  |              |
|                      |                                      |  |                    |                                 |  |  |  |  |  |  |  |              |
|                      | Filip V. Španělský                   |  |                    |                                 |  |  |  |  |  |  |  |              |
|                      |                                      |  |                    |                                 |  |  |  |  |  |  |  |              |
|                      |                                      |  |                    | Maxmilián I. Bavorský           |  |  |  |  |  |  |  |              |
|                      |                                      |  |                    |                                 |  |  |  |  |  |  |  |              |
|                      | Ferdinand Maria Bavorský             |  |                    |                                 |  |  |  |  |  |  |  |              |
|                      |                                      |  |                    |                                 |  |  |  |  |  |  |  |              |
|                      |                                      |  |                    | Marie Anna Habsburská           |  |  |  |  |  |  |  |              |
|                      |                                      |  |                    |                                 |  |  |  |  |  |  |  |              |
|                      | Marie Anna Bavorská                  |  |                    |                                 |  |  |  |  |  |  |  |              |
|                      |                                      |  |                    |                                 |  |  |  |  |  |  |  |              |
|                      |                                      |  |                    | Viktor Amadeus I.               |  |  |  |  |  |  |  |              |
|                      |                                      |  |                    |                                 |  |  |  |  |  |  |  |              |
|                      | Jindřiška Adéla Savojská             |  |                    |                                 |  |  |  |  |  |  |  |              |
|                      |                                      |  |                    |                                 |  |  |  |  |  |  |  |              |
|                      |                                      |  |                    | Kristina Marie Bourbonská       |  |  |  |  |  |  |  |              |
|                      |                                      |  |                    |                                 |  |  |  |  |  |  |  |              |
| Karel III. Španělský |                                      |  |                    |                                 |  |  |  |  |  |  |  |              |
|                      |                                      |  |                    |                                 |  |  |  |  |  |  |  |              |
|                      |                                      |  | Odoardo I. Farnese |                                 |  |  |  |  |  |  |  |              |
|                      |                                      |  |                    |                                 |  |  |  |  |  |  |  |              |
|                      | Ranuccio II. Farnese                 |  |                    |                                 |  |  |  |  |  |  |  |              |
|                      |                                      |  |                    |                                 |  |  |  |  |  |  |  |              |
|                      |                                      |  |                    | Markéta Medicejská              |  |  |  |  |  |  |  |              |
|                      |                                      |  |                    |                                 |  |  |  |  |  |  |  |              |
|                      | Eduard Parmský                       |  |                    |                                 |  |  |  |  |  |  |  |              |
|                      |                                      |  |                    |                                 |  |  |  |  |  |  |  |              |
|                      |                                      |  |                    | František I. Estenský           |  |  |  |  |  |  |  |              |
|                      |                                      |  |                    |                                 |  |  |  |  |  |  |  |              |
|                      | Isabela Estenská                     |  |                    |                                 |  |  |  |  |  |  |  |              |
|                      |                                      |  |                    |                                 |  |  |  |  |  |  |  |              |
|                      |                                      |  |                    | Marie Kateřina Farnese          |  |  |  |  |  |  |  |              |
|                      |                                      |  |                    |                                 |  |  |  |  |  |  |  |              |
|                      | Alžběta Farnese                      |  |                    |                                 |  |  |  |  |  |  |  |              |
|                      |                                      |  |                    |                                 |  |  |  |  |  |  |  |              |
|                      |                                      |  |                    | Wolfgang Vilém Falcko-Neuburský |  |  |  |  |  |  |  |              |
|                      |                                      |  |                    |                                 |  |  |  |  |  |  |  |              |
|                      | Filip Vilém Falcký                   |  |                    |                                 |  |  |  |  |  |  |  |              |
|                      |                                      |  |                    |                                 |  |  |  |  |  |  |  |              |
|                      |                                      |  |                    | Magdalena Bavorská              |  |  |  |  |  |  |  |              |
|                      |                                      |  |                    |                                 |  |  |  |  |  |  |  |              |
|                      | Dorotea Žofie Falcko-Neuburská       |  |                    |                                 |  |  |  |  |  |  |  |              |
|                      |                                      |  |                    |                                 |  |  |  |  |  |  |  |              |
|                      |                                      |  |                    | Jiří II. Hesensko-Darmstadtský  |  |  |  |  |  |  |  |              |
|                      |                                      |  |                    |                                 |  |  |  |  |  |  |  |              |
|                      | Alžběta Amálie Hesensko-Darmstadtská |  |                    |                                 |  |  |  |  |  |  |  |              |
|                      |                                      |  |                    |                                 |  |  |  |  |  |  |  |              |
|                      |                                      |  |                    | Žofie Eleonora Saská            |  |  |  |  |  |  |  |              |
|                      |                                      |  |                    |                                 |  |  |  |  |  |  |  |              |